# 285 г. пр.н.е.
285 (двеста осемдесет и пета) година преди новата ера (пр.н.е.) е година от доюлианския (Помпилийски) римски календар.

## Събития

### В Гърция
- Южна Македония и Тесалия, които са скоро окупирани от епирския цар Пир падат една след друга и без особена съпротива под властта на Лизимах.[1]
- Царството на Лизимах достига своят зенит и се разпростира над цяла Тракия до река Дунав (без свободния град Византион), над Македония и Тесалия, както и над Мала Азия (без Витиния и Понт).[1]
- В ръцете на македонския принц Антигон остават единствено Коринт, Пирея (но е възможно да я е загубил), Халкида и няколко други градове предимно в Пелопонес.[2]

### В Египет
- През март или април Птолемей II става съвладетел на Египет редом с баща си Птолемей I.[3]

### В Римската република
- Консули са Гай Клавдий Канина и Марк Емилий Лепид.

## Починали
- Теофраст, древногръцки философ и ученик на Аристотел в Перипатетическата школа (роден 350 г. пр.н.е.)